# Domingos Ramos

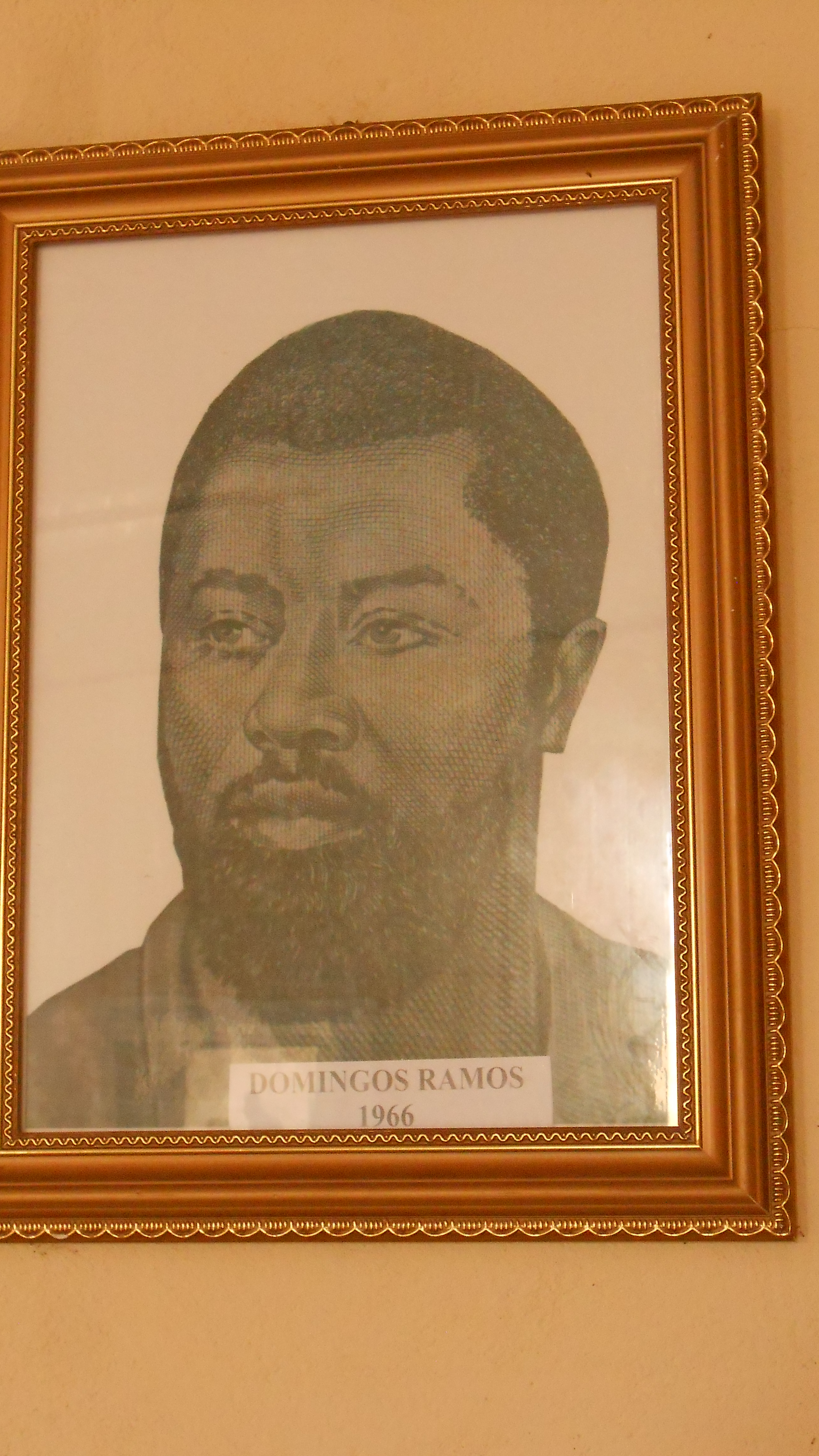
Bild von Domingos Ramos im Befreiungsmuseum in Bissau

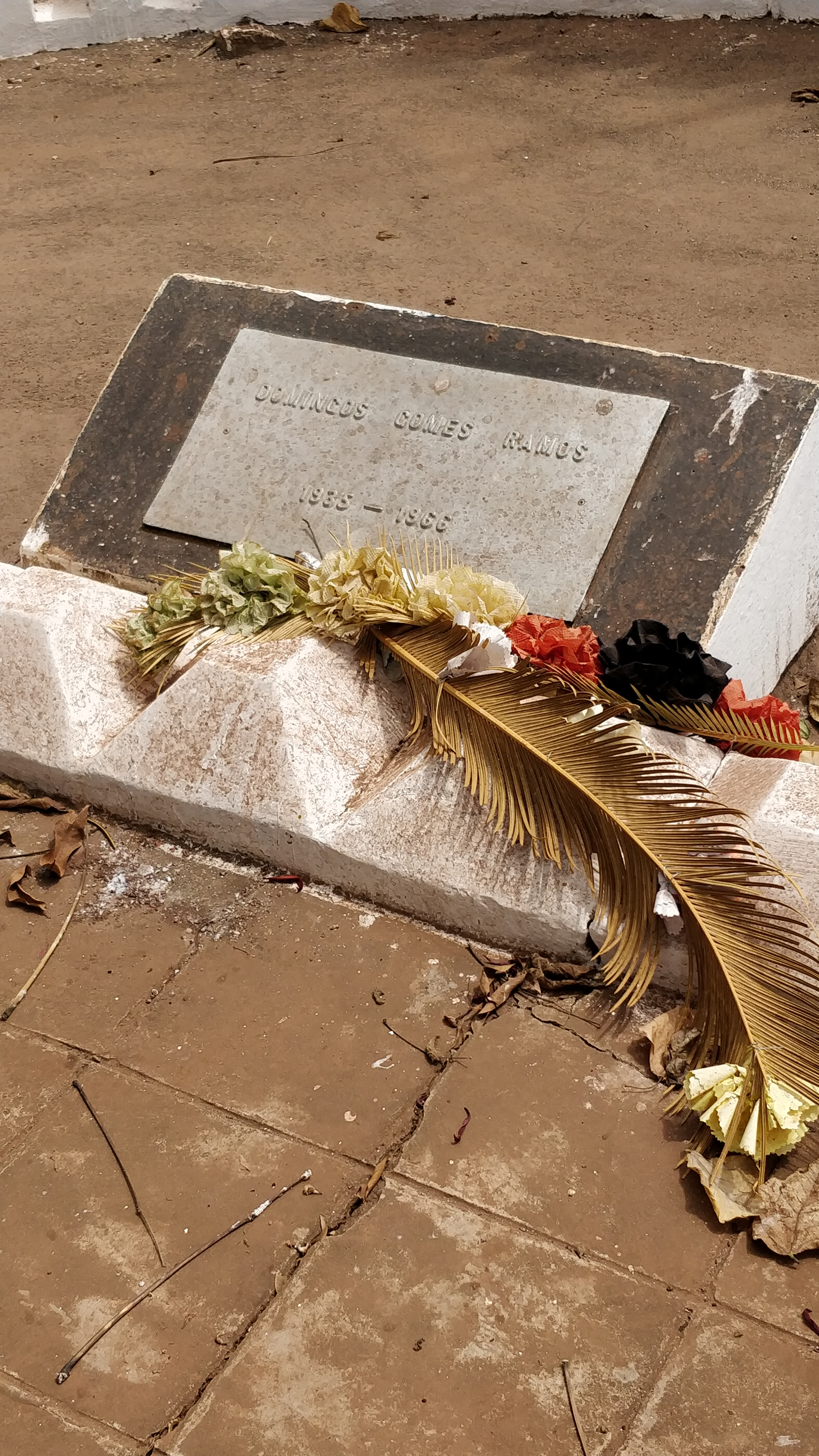
Grab für Domingos Ramos am Denkmal für die Heldinnen und Helden in Bissau

Domingos Gomes Ramos (* 1935 in Bissau, Portugiesisch-Guinea; † 10. November 1966 in Madina do Boé, Portugiesisch-Guinea) war ein guinea-bissauischer Widerstandskämpfer der PAIGC.

## Leben
Domingos Gomes Ramos wurde 1935 in Bissau in der damaligen portugiesischen Kolonie Guinea geboren. Nachdem er kurzzeitig als Hilfskraft im städtischen Krankenhaus tätig gewesen war, zog ihn die portugiesische Kolonialarmee ein. 1957 schloss er sich heimlich der Widerstands- und Unabhängigkeitsbewegung PAIGC an. Nach dem Massaker an zahlreichen Hafenarbeitern in den Docks von Pidjiguiti durch Kolonialsoldaten am 3. August 1959 (bekannt als Massaker von Pidjiguiti) desertierte er und widmete sich vollständig dem guineischen Widerstand.
1961 schickte die PAIGC Ramos in die Gegend um Xitole, um die Bevölkerung gegen die portugiesische Kolonialmacht zu mobilisieren. In Satacuta gelang es ihm erfolgreich die Bevölkerung zu überzeugen, keine Steuern an die Kolonialmacht zu zahlen, was die portugiesische Kolonialarmee wiederum mit Gewalt beantwortete. Daraufhin floh Ramos nach Guinea-Conakry, wo die PAIGC ihr Hauptquartier in Conakry aufgeschlagen hatte. Zunächst absolvierte er ein Militärtraining in Ghana, anschließend reiste er 1964 mit einigen anderen PAIGC-Kämpfern – darunter Chico Mendes, João Bernardo Vieira, Osvaldo Vieira – zur Militärakademie von Nanjing, um dort ein ausführliches Militärtraining zu absolvieren. Nach seiner Wiederkehr ernannte die PAIGC ihn zum Kommandeur der Ostfront.
Domingos Ramos führte die erste organisierte Partisanen-Einheit der guinea-bissauischen Widerstandsbewegung im Dezember 1964 an. Mit 600 Soldaten griff die Einheit die ersten portugiesischen Ziele an. Bei einem Angriff auf das portugiesische Lager in Madina do Boé am 10. November 1966 kam Ramos um.
Domingos Ramos gehört zu den von der PAIGC benannten und glorifizierten Heldinnen und Helden. Im Hauptquartier der guinea-bissauischen Armee (Fort Amura) in der Hauptstadt Bissau befindet sich ein Denkmal für guinea-bissauische Heldinnen und Helden, auch Domingos Ramos wird dort namentlich gedacht. Des Weiteren sind sowohl in Guinea-Bissau wie Kap Verde Straßen und Schulen nach ihm benannt, sein Konterfei war auf der guineischen 50-Peso-Banknote wie auf einer Münze des Kap-Verde-Escudo zu sehen.